# کراپس
کراپس (انگلیسی: Krups) شرکت لوازم خانگی آلمانی است، که در سال ۱۸۴۶ توسط رابرت کراپس تأسیس شد.